# Гагарин, Анатолий Павлович
Анатолий Павлович Гагарин (1913—1980) — советский хозяйственный деятель.

## Биография
Родился в 1913 году в деревне Поляна (ныне Галичского района Костромской области). Член КПСС с 1944 года.
Красноармеец, офицер Рабоче-Крестьянской Красной Армии, участник Советско-финской и Великой Отечественной войн, начальник штаба 698-го сапёрного батальона 241-й стрелковой дивизии Северо-Западного фронта, помощник начальника склада № 406 по технической части Южно-Уральского военного округа. С 1929 года — на хозяйственной работе. В 1947—1980 годах — мастер, инженер, начальник цеха Ленинградского завода «Радиокерамика»/ЛПО «Радиодеталь»/Ленинградского государственного завода радиокерамики/Ленинградского конденсаторного завода «Кулон» НПО «Позитрон» Министерства электронной промышленности СССР.
Указом Президиума Верховного Совета СССР от 29 июля 1966 года присвоено звание Героя Социалистического Труда с вручением ордена Ленина и золотой медали «Серп и Молот».
Умер в Ленинграде в 1980 году.